# دورريس (كاليفورنيا)
دورريس (بالإنجليزية: Dorris )‏ هي إحدى مدن مقاطعة سيسكييوو، كاليفورنيا. تم إعطاءها لقب مدينة في 23 ديسمبر، 1908.

## أعلام
- بيرني هيوز